# Aeroportul Fincha
Aeroportul Fincha (IATA: FNH, ICAO: HAFN) este un aeroport din Etiopia ce deservește zona Fincha.
Situat la o altitudine de 2.316 m, aeroportul dispune de o singură pistă.